# Joachim Werner
Joachim Werner   (Berlín, 19 de juliol de 1939 - Berlín, 10 de juliol de 2010) fou un remer alemany que va competir durant la dècada de 1960.
El 1964 va prendre part en els Jocs Olímpics d'Estiu als Jocs de Tòquio, on guanyà la medalla d'or en la prova del quatre amb timoner del programa de rem. Formà equip amb Peter Neusel, Bernhard Britting, Egbert Hirschfelder i Juergen Oelke.
En el seu palmarès també destaquen una medalla d'or i una de plata al Campionat d'Europa de rem, el 1963 i 1964 respectivament, i dos campionats nacionals.